# اکس (آلبوم)
 «اکس» (به انگلیسی: X) آلبومی از هنرمند اهل استرالیا کایلی مینوگ است که در ۲۱ نوامبر ۲۰۰۷ منتشر شد.
این آلبوم در چارت‌های استرالیا در رتبه اول و در چارت‌های اسکاتلند، بریتانیا، سوئیس، جزو ده آلبوم اول قرار گرفت.